# Le Mans 24-timmars 2015
Le Mans 24-timmars 2014 kördes mellan 13 och 14 juni. Tävlingen vanns av Earl Bamber, Nick Tandy, och Nico Hülkenberg i Porsche 919 Hybrid. Det var Porsches första seger sedan 1998 och trions allra första.

## Resultat
Fet stil markerar vinnare i respektive klass.
| Plats | Klass     | Nr | Team                      | Förare                                                    | Bil                          | Varv |
| ----- | --------- | -- | ------------------------- | --------------------------------------------------------- | ---------------------------- | ---- |
| 1     | LMP1      | 19 | Porsche Team              | Earl Bamber · Nick Tandy · Nico Hülkenberg                | Porsche 919 Hybrid           | 395  |
| 1     | LMP1      | 19 | Porsche Team              | Earl Bamber · Nick Tandy · Nico Hülkenberg                | Porsche 2.0 L Turbo V4       | 395  |
| 2     | LMP1      | 17 | Porsche Team              | Timo Bernhard · Brendon Hartley · Mark Webber             | Porsche 919 Hybrid           | 394  |
| 2     | LMP1      | 17 | Porsche Team              | Timo Bernhard · Brendon Hartley · Mark Webber             | Porsche 2.0 L Turbo V4       | 394  |
| 3     | LMP1      | 7  | Audi Sport Team Joest     | André Lotterer · Marcel Fässler · Benoît Tréluyer         | Audi R18 e-tron quattro      | 393  |
| 3     | LMP1      | 7  | Audi Sport Team Joest     | André Lotterer · Marcel Fässler · Benoît Tréluyer         | Audi 4.0 L Turbo Diesel V6   | 393  |
| 4     | LMP1      | 8  | Audi Sport Team Joest     | Loïc Duval · Lucas di Grassi · Oliver Jarvis              | Audi R18 e-tron quattro      | 392  |
| 4     | LMP1      | 8  | Audi Sport Team Joest     | Loïc Duval · Lucas di Grassi · Oliver Jarvis              | Audi 4.0 L Turbo Diesel V6   | 392  |
| 5     | LMP1      | 18 | Porsche Team              | Marc Lieb · Romain Dumas · Neel Jani                      | Porsche 919 Hybrid           | 391  |
| 5     | LMP1      | 18 | Porsche Team              | Marc Lieb · Romain Dumas · Neel Jani                      | Porsche 2.0 L Turbo V4       | 391  |
| 6     | LMP1      | 2  | Toyota Racing             | Alexander Wurz · Stéphane Sarrazin · Mike Conway          | Toyota TS040 Hybrid          | 387  |
| 6     | LMP1      | 2  | Toyota Racing             | Alexander Wurz · Stéphane Sarrazin · Mike Conway          | Toyota 3.7 L V8              | 387  |
| 7     | LMP1      | 9  | Audi Sport Team Joest     | Marco Bonanomi · Filipe Albuquerque · René Rast           | Audi R18 e-tron quattro      | 387  |
| 7     | LMP1      | 9  | Audi Sport Team Joest     | Marco Bonanomi · Filipe Albuquerque · René Rast           | Audi 4.0 L Turbo Diesel V6   | 387  |
| 8     | LMP1      | 1  | Toyota Racing             | Anthony Davidson · Sébastien Buemi · Kazuki Nakajima      | Toyota TS040 Hybrid          | 386  |
| 8     | LMP1      | 1  | Toyota Racing             | Anthony Davidson · Sébastien Buemi · Kazuki Nakajima      | Toyota 3.7 L V8              | 386  |
| 9     | LMP2      | 47 | KCMG                      | Matthew Howson · Richard Bradley · Nicolas Lapierre       | Oreca 05                     | 358  |
| 9     | LMP2      | 47 | KCMG                      | Matthew Howson · Richard Bradley · Nicolas Lapierre       | Nissan VK45DE 4.5 L V8       | 358  |
| 10    | LMP2      | 38 | Jota Sport                | Simon Dolan · Oliver Turvey · Mitch Evans                 | Gibson 015S                  | 358  |
| 10    | LMP2      | 38 | Jota Sport                | Simon Dolan · Oliver Turvey · Mitch Evans                 | Nissan VK45DE 4.5 L V8       | 358  |
| 11    | LMP2      | 26 | G-Drive Racing            | Roman Rusinov · Julien Canal · Sam Bird                   | Ligier JS P2                 | 358  |
| 11    | LMP2      | 26 | G-Drive Racing            | Roman Rusinov · Julien Canal · Sam Bird                   | Nissan VK45DE 4.5 L V8       | 358  |
| 12    | LMP2      | 28 | G-Drive Racing            | Gustavo Yacamán · Ricardo González · Pipo Derani          | Ligier JS P2                 | 354  |
| 12    | LMP2      | 28 | G-Drive Racing            | Gustavo Yacamán · Ricardo González · Pipo Derani          | Nissan VK45DE 4.5 L V8       | 354  |
| 13    | LMP2      | 48 | Murphy Prototypes         | Nathanaël Berthon · Karun Chandhok · Mark Patterson       | Oreca 03R                    | 347  |
| 13    | LMP2      | 48 | Murphy Prototypes         | Nathanaël Berthon · Karun Chandhok · Mark Patterson       | Nissan VK45DE 4.5 L V8       | 347  |
| 14    | LMP2      | 27 | SMP Racing                | Maurizio Mediani · David Markozov · Nicolas Minassian     | BR Engineering BR01          | 340  |
| 14    | LMP2      | 27 | SMP Racing                | Maurizio Mediani · David Markozov · Nicolas Minassian     | Nissan VK45DE 4.5 L V8       | 340  |
| 15    | LMP2      | 31 | Extreme Speed Motorsports | Ed Brown · Johannes van Overbeek · Jon Fogarty            | Ligier JS P2                 | 339  |
| 15    | LMP2      | 31 | Extreme Speed Motorsports | Ed Brown · Johannes van Overbeek · Jon Fogarty            | Honda HR28TT 2.8 L Turbo V6  | 339  |
| 16    | LMP2      | 45 | Ibañez Racing             | José Ibañez · Pierre Perret · Ivan Bellarosa              | Oreca 03R                    | 337  |
| 16    | LMP2      | 45 | Ibañez Racing             | José Ibañez · Pierre Perret · Ivan Bellarosa              | Nissan VK45DE 4.5 L V8       | 337  |
| 17    | LMGTE-Pro | 64 | Corvette Racing-GM        | Oliver Gavin · Tommy Milner · Jordan Taylor               | Chevrolet Corvette C7.R      | 337  |
| 17    | LMGTE-Pro | 64 | Corvette Racing-GM        | Oliver Gavin · Tommy Milner · Jordan Taylor               | Chevrolet 5.5 L V8           | 337  |
| 18    | LMP1      | 13 | Rebellion Racing          | Alexandre Imperatori · Dominik Kraihamer · Daniel Abt     | Rebellion R-One              | 336  |
| 18    | LMP1      | 13 | Rebellion Racing          | Alexandre Imperatori · Dominik Kraihamer · Daniel Abt     | AER P60 Turbo V6             | 336  |
| 19    | LMP2      | 29 | Pegasus Racing            | Léo Roussel · Ho-Pin Tung · David Cheng                   | Morgan LMP2                  | 334  |
| 19    | LMP2      | 29 | Pegasus Racing            | Léo Roussel · Ho-Pin Tung · David Cheng                   | Nissan VK45DE 4.5 L V8       | 334  |
| 20    | LMGTE-Am  | 72 | SMP Racing                | Viktor Shaitar · Aleksey Basov · Andrea Bertolini         | Ferrari 458 Italia GT2       | 332  |
| 20    | LMGTE-Am  | 72 | SMP Racing                | Viktor Shaitar · Aleksey Basov · Andrea Bertolini         | Ferrari 4.5 L V8             | 332  |
| 21    | LMGTE-Pro | 71 | AF Corse                  | Davide Rigon · James Calado · Olivier Beretta             | Ferrari 458 Italia GT2       | 332  |
| 21    | LMGTE-Pro | 71 | AF Corse                  | Davide Rigon · James Calado · Olivier Beretta             | Ferrari 4.5 L V8             | 332  |
| 22    | LMGTE-Am  | 77 | Dempsey-Proton Racing     | Patrick Dempsey · Patrick Long · Marco Seefried           | Porsche 911 RSR              | 331  |
| 22    | LMGTE-Am  | 77 | Dempsey-Proton Racing     | Patrick Dempsey · Patrick Long · Marco Seefried           | Porsche 4.0 L Flat-6         | 331  |
| 23    | LMP1      | 12 | Rebellion Racing          | Nicolas Prost · Nick Heidfeld · Mathias Beche             | Rebellion R-One              | 330  |
| 23    | LMP1      | 12 | Rebellion Racing          | Nicolas Prost · Nick Heidfeld · Mathias Beche             | AER P60 Turbo V6             | 330  |
| 24    | LMGTE-Am  | 62 | Scuderia Corsa            | Bill Sweedler · Townsend Bell · Jeff Segal                | Ferrari 458 Italia GT2       | 330  |
| 24    | LMGTE-Am  | 62 | Scuderia Corsa            | Bill Sweedler · Townsend Bell · Jeff Segal                | Ferrari 4.5 L V8             | 330  |
| 25    | LMGTE-Pro | 51 | AF Corse                  | Gianmaria Bruni · Giancarlo Fisichella · Toni Vilander    | Ferrari 458 Italia GT2       | 330  |
| 25    | LMGTE-Pro | 51 | AF Corse                  | Gianmaria Bruni · Giancarlo Fisichella · Toni Vilander    | Ferrari 4.5 L V8             | 330  |
| 26    | LMGTE-Am  | 83 | AF Corse                  | François Perrodo · Emmanuel Collard · Rui Águas           | Ferrari 458 Italia GT2       | 330  |
| 26    | LMGTE-Am  | 83 | AF Corse                  | François Perrodo · Emmanuel Collard · Rui Águas           | Ferrari 4.5 L V8             | 330  |
| 27    | LMGTE-Pro | 95 | Aston Martin Racing       | Christoffer Nygaard · Nicki Thiim · Marco Sørensen        | Aston Martin V8 Vantage GTE  | 330  |
| 27    | LMGTE-Pro | 95 | Aston Martin Racing       | Christoffer Nygaard · Nicki Thiim · Marco Sørensen        | Aston Martin 4.5 L V8        | 330  |
| 28    | LMP2      | 30 | Extreme Speed Motorsports | Scott Sharp · Ryan Dalziel · David Heinemeier Hansson     | Ligier JS P2                 | 329  |
| 28    | LMP2      | 30 | Extreme Speed Motorsports | Scott Sharp · Ryan Dalziel · David Heinemeier Hansson     | Honda HR28TT 2.8 L Turbo V6  | 329  |
| 29    | LMP2      | 35 | OAK Racing                | Jacques Nicolet · Jean-Marc Merlin · Erik Maris           | Ligier JS P2                 | 328  |
| 29    | LMP2      | 35 | OAK Racing                | Jacques Nicolet · Jean-Marc Merlin · Erik Maris           | Nissan VK45DE 4.5 L V8       | 328  |
| 30    | LMGTE-Pro | 91 | Porsche Team Manthey      | Richard Lietz · Michael Christensen · Jörg Bergmeister    | Porsche 911 RSR              | 327  |
| 30    | LMGTE-Pro | 91 | Porsche Team Manthey      | Richard Lietz · Michael Christensen · Jörg Bergmeister    | Porsche 4.0 L Flat-6         | 327  |
| 31    | LMGTE-Am  | 61 | AF Corse                  | Peter Ashley Mann · Raffaele Gianmaria · Matteo Cressoni  | Ferrari 458 Italia GT2       | 326  |
| 31    | LMGTE-Am  | 61 | AF Corse                  | Peter Ashley Mann · Raffaele Gianmaria · Matteo Cressoni  | Ferrari 4.5 L V8             | 326  |
| 32    | LMP2      | 40 | Krohn Racing              | Tracy Krohn · Niclas Jönsson · João Barbosa               | Ligier JS P2                 | 323  |
| 32    | LMP2      | 40 | Krohn Racing              | Tracy Krohn · Niclas Jönsson · João Barbosa               | Judd HK 3.6 L V8             | 323  |
| 33    | LMP2      | 37 | SMP Racing                | Mikhail Aleshin · Kirill Ladygin · Anton Ladygin          | BR Engineering BR01          | 322  |
| 33    | LMP2      | 37 | SMP Racing                | Mikhail Aleshin · Kirill Ladygin · Anton Ladygin          | Nissan VK45DE 4.5 L V8       | 322  |
| 34    | LMGTE-Pro | 99 | Aston Martin Racing V8    | Fernando Rees · Alex MacDowall · Richie Stanaway          | Aston Martin V8 Vantage GTE  | 320  |
| 34    | LMGTE-Pro | 99 | Aston Martin Racing V8    | Fernando Rees · Alex MacDowall · Richie Stanaway          | Aston Martin 4.5 L V8        | 320  |
| 35    | LMGTE-Am  | 68 | Team AAI                  | Han-Chen Chen · Gilles Vannelet · Mike Parisy             | Porsche 911 RSR              | 320  |
| 35    | LMGTE-Am  | 68 | Team AAI                  | Han-Chen Chen · Gilles Vannelet · Mike Parisy             | Porsche 4.0 L Flat-6         | 320  |
| 36    | LMGTE-Am  | 66 | JMW Motorsport            | Kuba Giermaziak · Michael Avenatti · Abdulaziz al Faisal  | Ferrari 458 Italia GT2       | 320  |
| 36    | LMGTE-Am  | 66 | JMW Motorsport            | Kuba Giermaziak · Michael Avenatti · Abdulaziz al Faisal  | Ferrari 4.5 L V8             | 320  |
| 37    | LMGTE-Am  | 67 | Team AAI                  | Jun-San Chen · Xavier Maassen · Alex Kapadia              | Porsche 911 GT3 RSR          | 316  |
| 37    | LMGTE-Am  | 67 | Team AAI                  | Jun-San Chen · Xavier Maassen · Alex Kapadia              | Porsche 4.0 L Flat-6         | 316  |
| NC    | LMGTE-Am  | 98 | Aston Martin Racing       | Paul Dalla Lana · Pedro Lamy · Mathias Lauda              | Aston Martin V8 Vantage GTE  | 321  |
| NC    | LMGTE-Am  | 98 | Aston Martin Racing       | Paul Dalla Lana · Pedro Lamy · Mathias Lauda              | Aston Martin 4.5 L V8        | 321  |
| NC    | LMP1      | 22 | Nissan Motorsports        | Harry Tincknell · Alex Buncombe · Michael Krumm           | Nissan GT-R LM Nismo         | 242  |
| NC    | LMP1      | 22 | Nissan Motorsports        | Harry Tincknell · Alex Buncombe · Michael Krumm           | Nissan VRX30A 3.0 L Turbo V6 | 242  |
| DNF   | LMP2      | 34 | OAK Racing                | Chris Cumming · Kévin Estre · Laurens Vanthoor            | Ligier JS P2                 | 329  |
| DNF   | LMP2      | 34 | OAK Racing                | Chris Cumming · Kévin Estre · Laurens Vanthoor            | Honda HR28TT 2.8 L Turbo V6  | 329  |
| DNF   | LMGTE-Am  | 53 | Riley Motorsports-TI Auto | Jeroen Bleekemolen · Ben Keating · Marc Miller            | Dodge Viper SRT GTS-R        | 304  |
| DNF   | LMGTE-Am  | 53 | Riley Motorsports-TI Auto | Jeroen Bleekemolen · Ben Keating · Marc Miller            | Dodge 8.0 L V10              | 304  |
| DNF   | LMP2      | 42 | Strakka Racing            | Nick Leventis · Jonny Kane · Danny Watts                  | Strakka Dome S103            | 264  |
| DNF   | LMP2      | 42 | Strakka Racing            | Nick Leventis · Jonny Kane · Danny Watts                  | Nissan VK45DE 4.5 L V8       | 264  |
| DNF   | LMGTE-Am  | 55 | AF Corse                  | Duncan Cameron · Alex Mortimer · Matt Griffin             | Ferrari 458 Italia GT2       | 241  |
| DNF   | LMGTE-Am  | 55 | AF Corse                  | Duncan Cameron · Alex Mortimer · Matt Griffin             | Ferrari 4.5 L V8             | 241  |
| DNF   | LMP1      | 23 | Nissan Motorsports        | Max Chilton · Jann Mardenborough · Olivier Pla            | Nissan GT-R LM Nismo         | 234  |
| DNF   | LMP1      | 23 | Nissan Motorsports        | Max Chilton · Jann Mardenborough · Olivier Pla            | Nissan VRX30A 3.0 L Turbo V6 | 234  |
| DNF   | LMP2      | 46 | Thiriet by TDS Racing     | Pierre Thiriet · Ludovic Badey · Tristan Gommendy         | Oreca 05                     | 204  |
| DNF   | LMP2      | 46 | Thiriet by TDS Racing     | Pierre Thiriet · Ludovic Badey · Tristan Gommendy         | Nissan VK45DE 4.5 L V8       | 204  |
| DNF   | LMGTE-Am  | 96 | Aston Martin Racing       | Roald Goethe · Stuart Hall · Francesco Castellacci        | Aston Martin V8 Vantage GTE  | 187  |
| DNF   | LMGTE-Am  | 96 | Aston Martin Racing       | Roald Goethe · Stuart Hall · Francesco Castellacci        | Aston Martin 4.5 L V8        | 187  |
| DNF   | LMP2      | 43 | Team SARD Morand          | Pierre Ragues · Oliver Webb · Zoël Amberg                 | Morgan LMP2 Evo              | 162  |
| DNF   | LMP2      | 43 | Team SARD Morand          | Pierre Ragues · Oliver Webb · Zoël Amberg                 | SARD 3.6 L V8                | 162  |
| DNF   | LMP1      | 21 | Nissan Motorsports        | Tsugio Matsuda · Lucas Ordóñez · Mark Shulzhitskiy        | Nissan GT-R LM Nismo         | 115  |
| DNF   | LMP1      | 21 | Nissan Motorsports        | Tsugio Matsuda · Lucas Ordóñez · Mark Shulzhitskiy        | Nissan VRX30A 3.0 L Turbo V6 | 115  |
| DNF   | LMP2      | 36 | Signatech Alpine          | Nelson Panciatici · Paul-Loup Chatin · Vincent Capillaire | Alpine A450b                 | 110  |
| DNF   | LMP2      | 36 | Signatech Alpine          | Nelson Panciatici · Paul-Loup Chatin · Vincent Capillaire | Nissan VK45DE 4.5 L V8       | 110  |
| DNF   | LMGTE-Pro | 97 | Aston Martin Racing       | Darren Turner · Stefan Mücke · Rob Bell                   | Aston Martin V8 Vantage GTE  | 110  |
| DNF   | LMGTE-Pro | 97 | Aston Martin Racing       | Darren Turner · Stefan Mücke · Rob Bell                   | Aston Martin 4.5 L V8        | 110  |
| DNF   | LMGTE-Am  | 50 | Larbre Compétition        | Gianluca Roda · Paolo Ruberti · Kristian Poulsen          | Chevrolet Corvette C7.R      | 94   |
| DNF   | LMGTE-Am  | 50 | Larbre Compétition        | Gianluca Roda · Paolo Ruberti · Kristian Poulsen          | Chevrolet 5.5 L V8           | 94   |
| DNF   | LMP2      | 41 | Greaves Motorsport        | Gary Hirsch · Jon Lancaster · Gaëtan Paletou              | Gibson 015S                  | 71   |
| DNF   | LMP2      | 41 | Greaves Motorsport        | Gary Hirsch · Jon Lancaster · Gaëtan Paletou              | Nissan VK45DE 4.5 L V8       | 71   |
| DNF   | LMGTE-Am  | 88 | Abu Dhabi-Proton Racing   | Christian Ried · Klaus Bachler · Khalid Al Qubaisi        | Porsche 911 RSR              | 44   |
| DNF   | LMGTE-Am  | 88 | Abu Dhabi-Proton Racing   | Christian Ried · Klaus Bachler · Khalid Al Qubaisi        | Porsche 4.0 L Flat-6         | 44   |
| DNF   | LMGTE-Pro | 92 | Porsche Team Manthey      | Patrick Pilet · Frédéric Makowiecki · Wolf Henzler        | Porsche 911 RSR              | 14   |
| DNF   | LMGTE-Pro | 92 | Porsche Team Manthey      | Patrick Pilet · Frédéric Makowiecki · Wolf Henzler        | Porsche 4.0 L Flat-6         | 14   |
| EX    | LMP1      | 4  | Team ByKolles             | Simon Trummer · Pierre Kaffer · Tiago Monteiro            | CLM P1/01                    | –    |
| EX    | LMP1      | 4  | Team ByKolles             | Simon Trummer · Pierre Kaffer · Tiago Monteiro            | AER P60 Turbo V6             | –    |
| WD    | LMGTE-Pro | 63 | Corvette Racing-GM        | Jan Magnussen · Antonio García · Ryan Briscoe             | Chevrolet Corvette C7.R      | –    |
| WD    | LMGTE-Pro | 63 | Corvette Racing-GM        | Jan Magnussen · Antonio García · Ryan Briscoe             | Chevrolet 5.5 L V8           | –    |